# Уеб базирано обучение
Уеб базирано обучение  (на английски: Web-based learning) се нарича съвкупността от всички обучителни дейности, които използват световната мрежа (WWW) като помощно или основно средство за обучение. Уеб базираното обучение, често неточно наричано онлайн обучение (понеже онлайн обучението е термин с по-общо значение, включващ и използването на локални мрежи), е главният компонент на по-широкото понятие електронно обучение.
Този вид обучение е един от инструментите, чрез който се доставя учебното съдържание. Дискусионни форуми, електронна поща и видеоконференции, онлайн лекции са също възможни посредством уеб технологиите. Уеб базираните системи за обучение се стремят да подпомогнат нуждите на обучаемите от разстояние, премахвайки бариери като време и пространство, откъдето следва и често използваната фраза „обучение по всяко време, на всяко място“. Трябва обаче да се има предвид, че не всяка тема и цел на обучение може да бъде постигната „по всяко време, на всяко място“.

## Предимства и недостатъци
Едно от преимуществата на използването на уеб технологии за достъп до учебно съдържание е, че уеб страниците може да съдържат хипервръзки към други части от мрежата, като така се осигурява достъп до голямо количество уеб базирана информация. Може да се използват и различни мултимедийни средства, които улесняват усвояването на учебния материал.
Все по-често се използват форуми, които позволяват на обучаемите да контактуват помежду си, да си помагат с разбирането на учебното съдържание, както и да задават въпроси на преподавателите и да получават отговор своевременно. Използването на уеб базирани системи за обучение дава дори още по-големи възможности – онлайн тестове, видеоконференции, изпълняване на различни задания в реално време.
Един от недостатъците на този вид обучение е, че невинаги обучаващите разполагат с добра интернет връзка и достъп до ресурсите. Освен това при липсата на пряк контакт с обучаващия понякога се получава неразбиране или неправилно разбиране на учебното съдържание. За да се избегне последното, се използват различни форми на електронна комуникация.

## Възникване на уеб базираното обучение
Уеб базираното обучение възниква в отговор на потребността да се осъвремени университетското обучение в духа на образователните, технологични и икономически тенденции на глобалното информационно общество.
Като използват съвременните информационни и комуникационни технологии, университетите предлагат по-гъвкаво обучение като същевременно се стремят към по-висока ефективност на звената, осъществяващи обучението.